# Каза-Буонарроти
Каза-Буонарроти (итал. Casa Buonarroti — «Дом Буонарроти») — музей во Флоренции, посвящённый итальянскому скульптору Микеланджело Буонарроти (1475—1564). Размещается в здании середины XVI века, бывшем в собственности Микеланджело и его родственников. Тут он жил проездом после Сеттиньяно и до дворца Медичи.

## Дом семьи Буонарроти во Флоренции
Микеланджело родился в городке Капрезе, в провинции Ареццо, и во Флоренцию был перевезён ребёнком. Повзрослев, он не жил здесь постоянно, но время от времени возвращался. Так как доходы отца были невелики, детей рано привлекали к работе — большинство сыновей были задействованы в производстве шёлкового сукна, которым славилась Флоренция. Микеланджело работал сначала в мастерской художников Доменико и Давида Гирландайо, а через год, весной 1489 года, он перешёл в художественную школу в сады Боболи, где и начал заниматься скульптурой.
Со временем семья приобрела в городе три соседних участка, где только в 1546—1553 годах построили имение (сам Микеланджело жил тогда в Риме). После смерти скульптора его тело было перевезено во Флоренцию, так как семья хотела похоронить его на родине. Погребение состоялось в базилике Санта-Кроче (Святого Креста). По завещанию Микеланджело дом отошёл его племяннику, Леонардо Буонарроти.
В 1612 году здание получило свой современный вид. В 1622 году домом владел Микеланджело Буонарроти Младший, правнук знаменитого скульптора и архитектора. В 1622 году роспись потолка бывшей капеллы дома создал живописец Микеланджело Чинганелли. Последним владельцем в XIX веке был Козимо, по завещанию передавший этот дом муниципалитету Флоренции. С 1859 года, через год после смерти Козимо, здесь обустроили музей.

## Музей
Несмотря на мемориальную направленность музея, работ самого Микеланджело, который прославился ещё при жизни, здесь немного. Старинное библиотечное собрание включает в себя архив семьи, более 200 рисунков художника и его письма. Среди экспонатов Каза-Буонарроти находятся скульптурные модели и ранние барельефы Микеланджело — «Мадонна у лестницы» и «Битва кентавров». В музее также находится скульптурный портрет Микеланджело работы Даниеле да Вольтерры, которому Буонарроти помогал в создании композиций для его произведений. Экспозиция дополнена выставкой археологических находок, имеющих отношение к истории Тосканы.

## Галерея

### Рисунки мастера

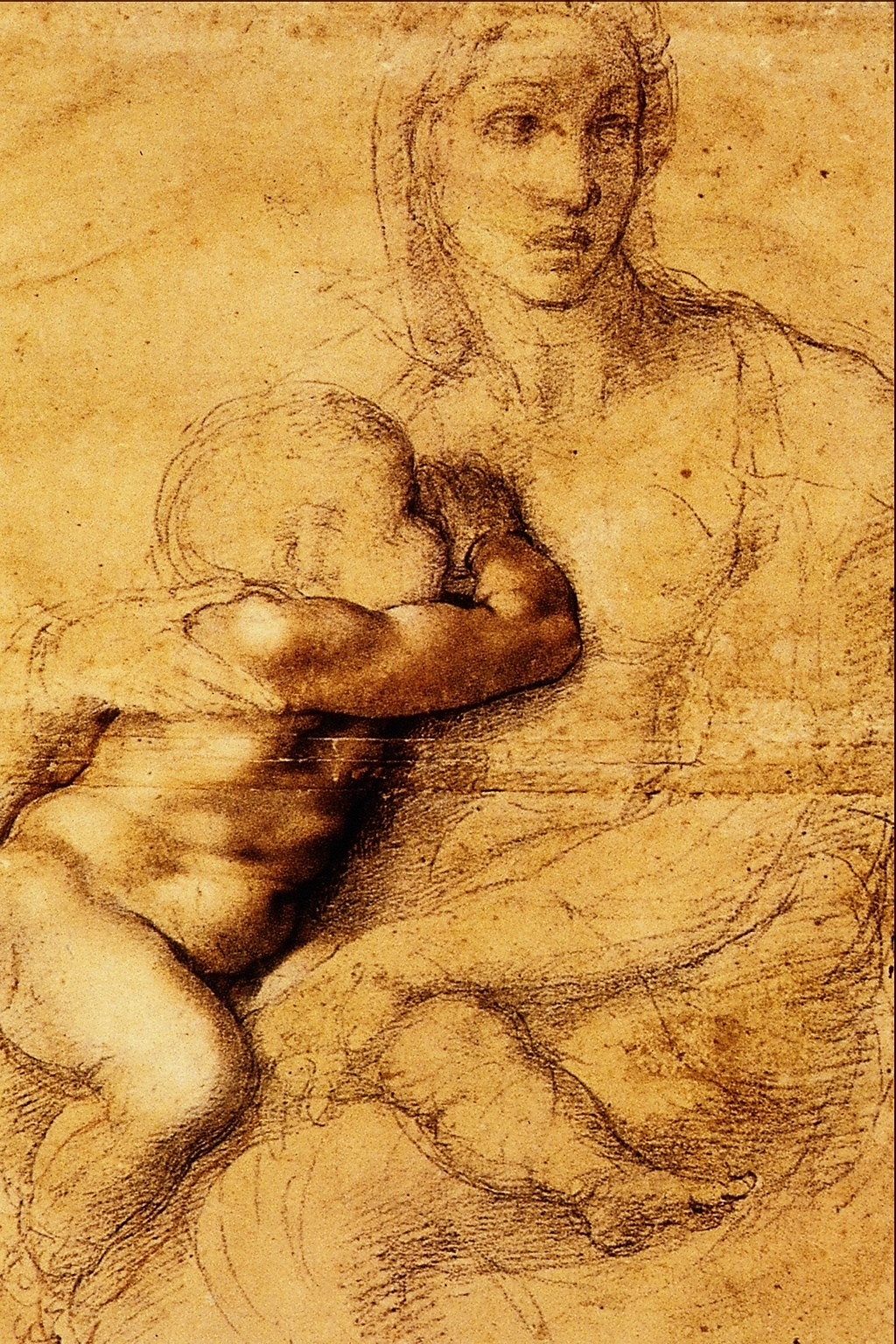
Мадонна с младенцем
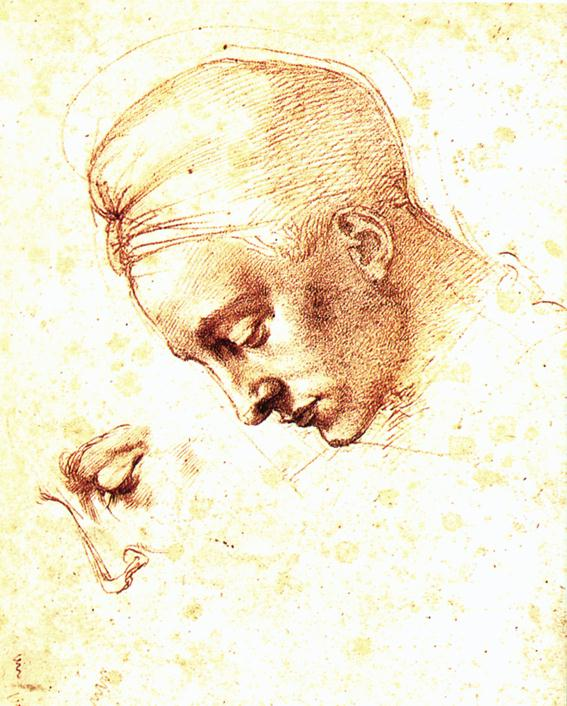
Этюд головы, 1530-е
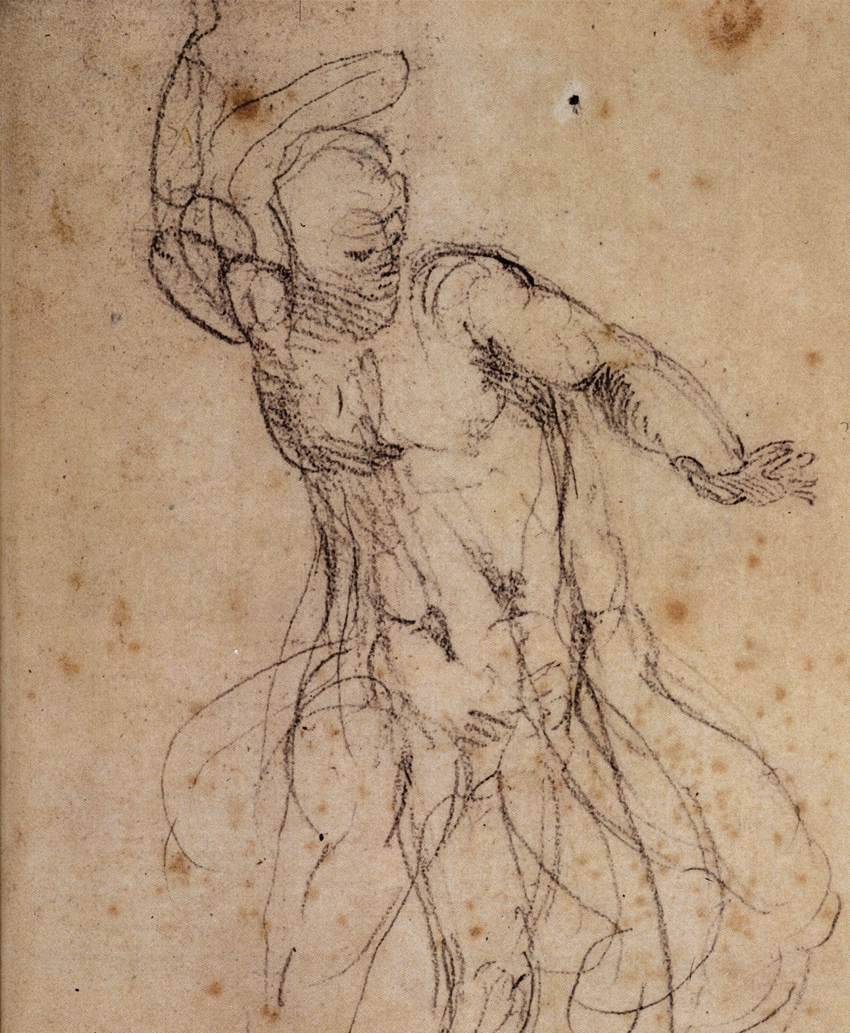
Набросок к композиции «Воскресение Христа»
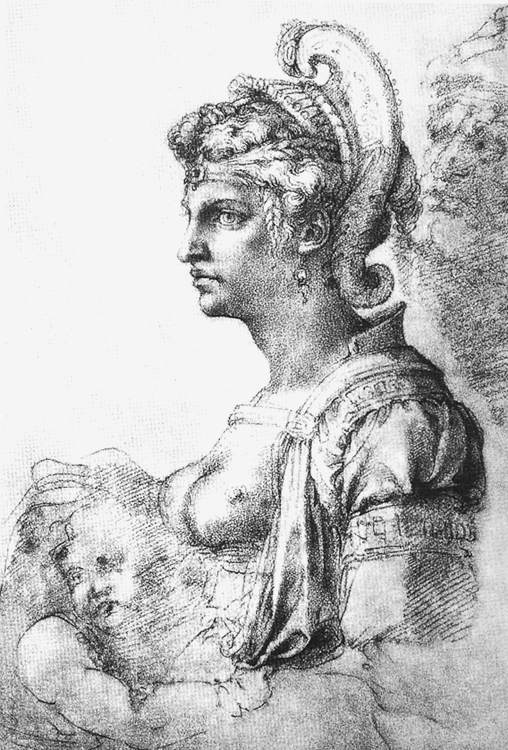
Аллегория, рисунок
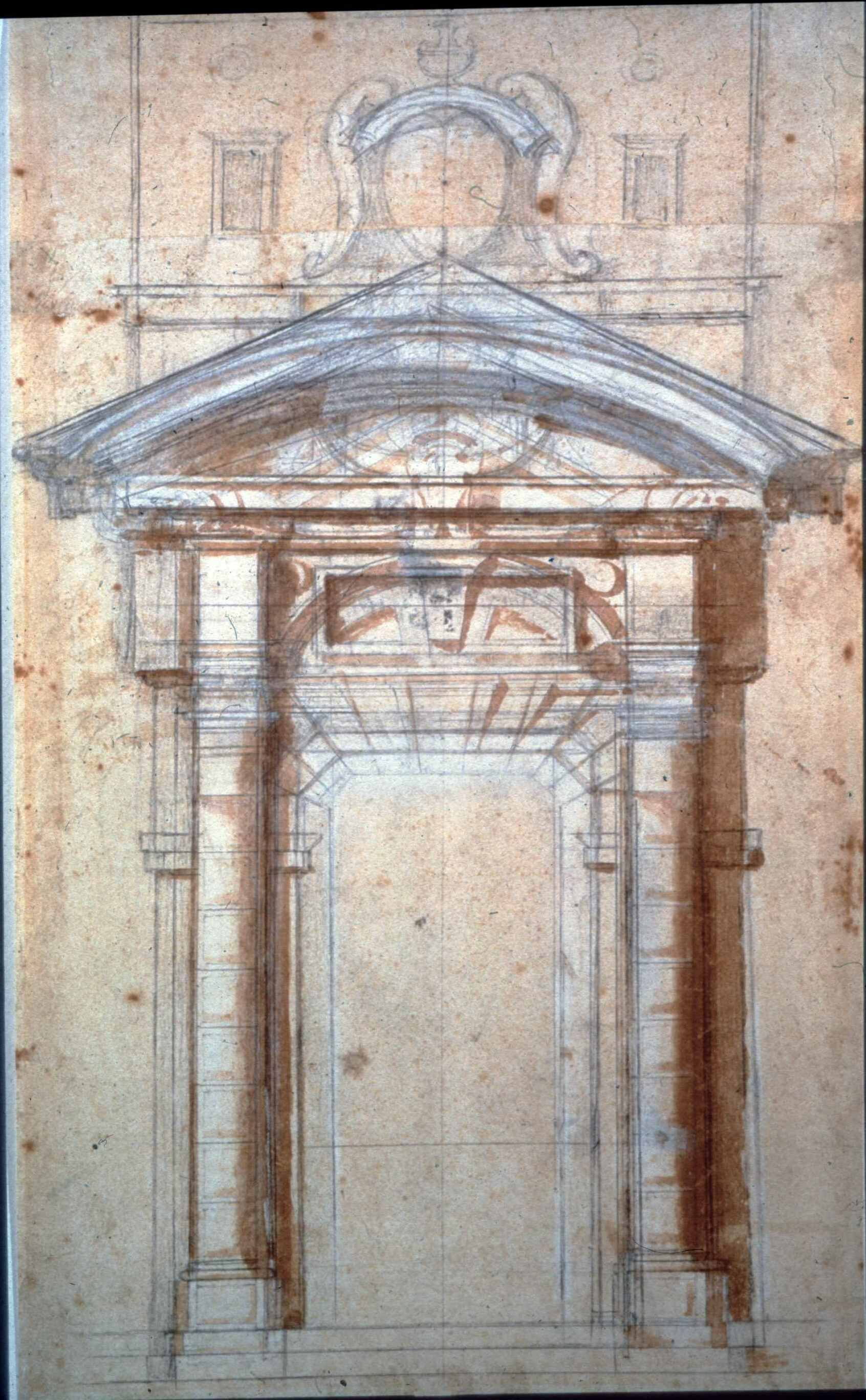
Эскиз к Порта Пиа в Риме

### Архитектурные планы

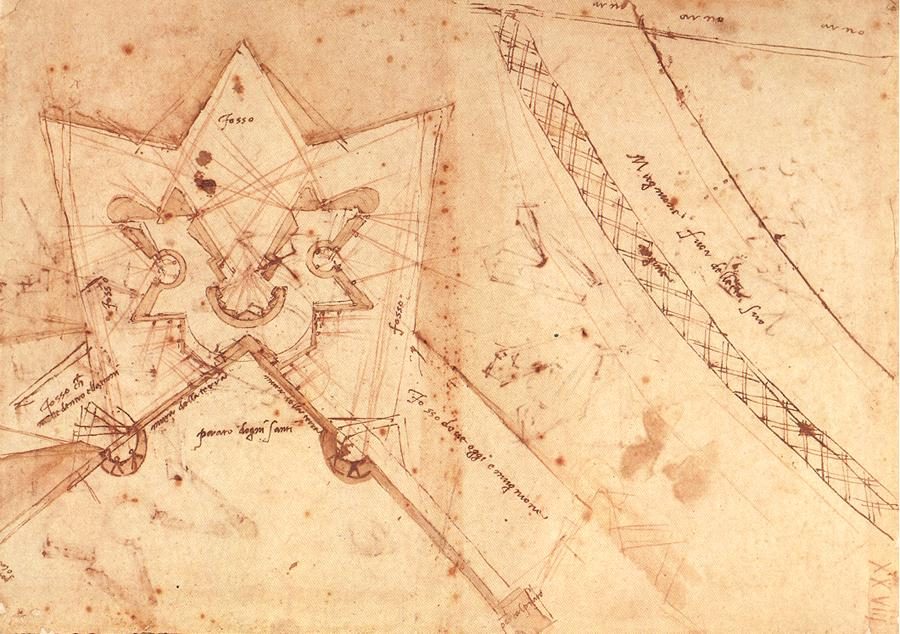
План ворот Сан-Галло во Флоренции
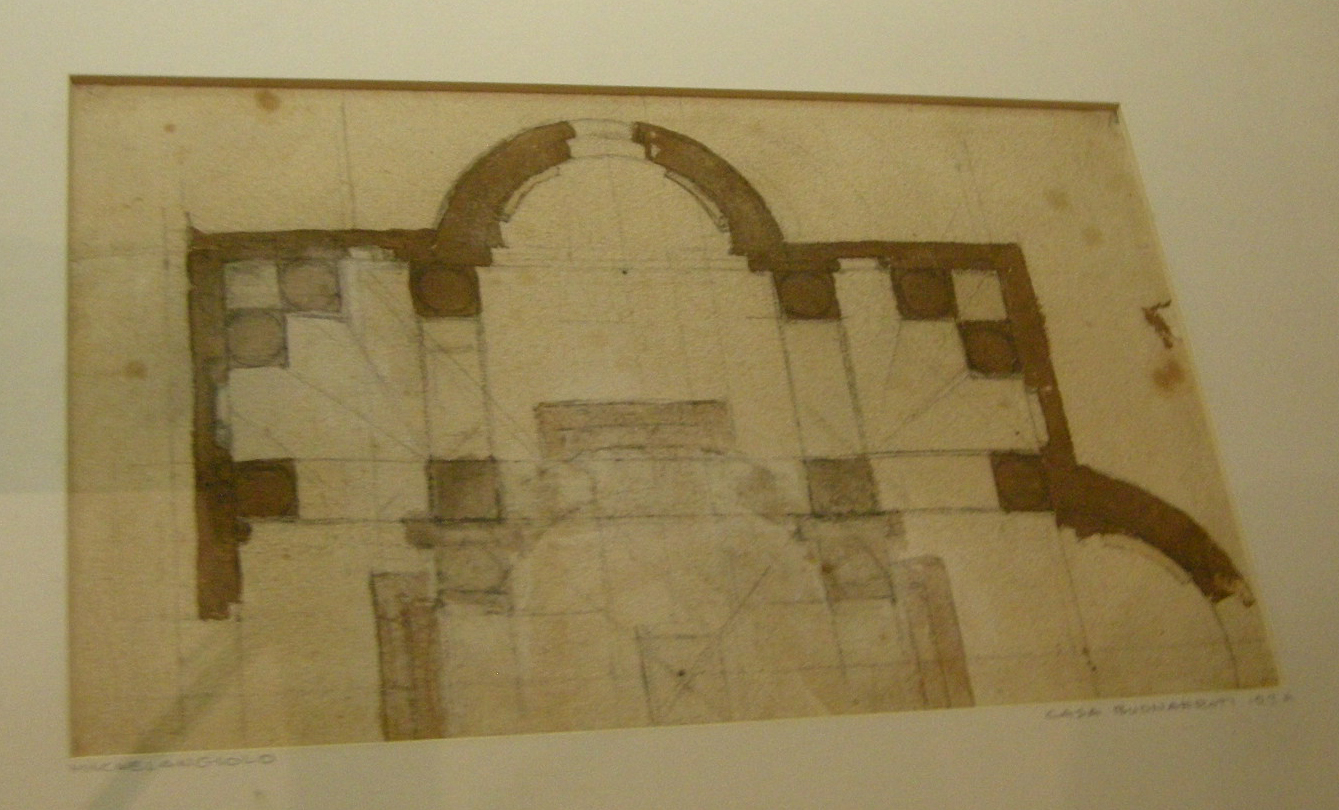
Проект для Сан-Джованни во Флоренции
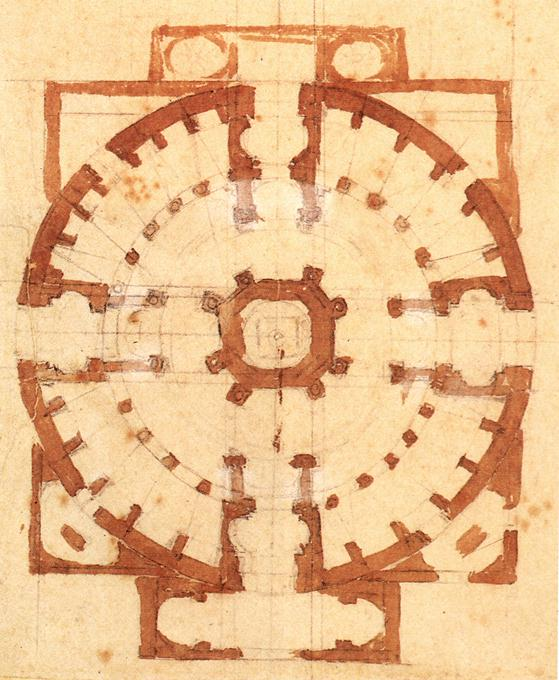
План центрической постройки
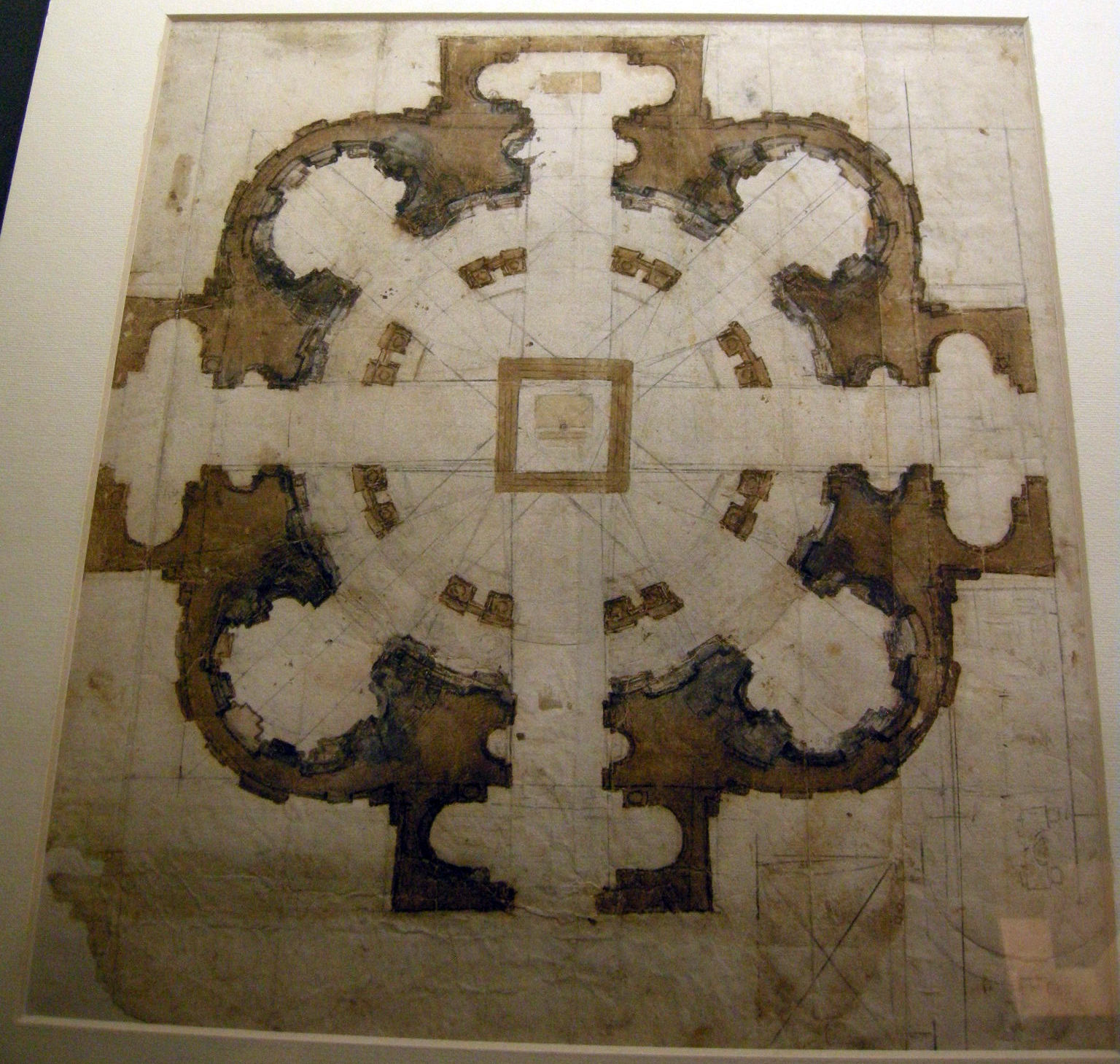
План церкви Сан-Джованни во Флоренции
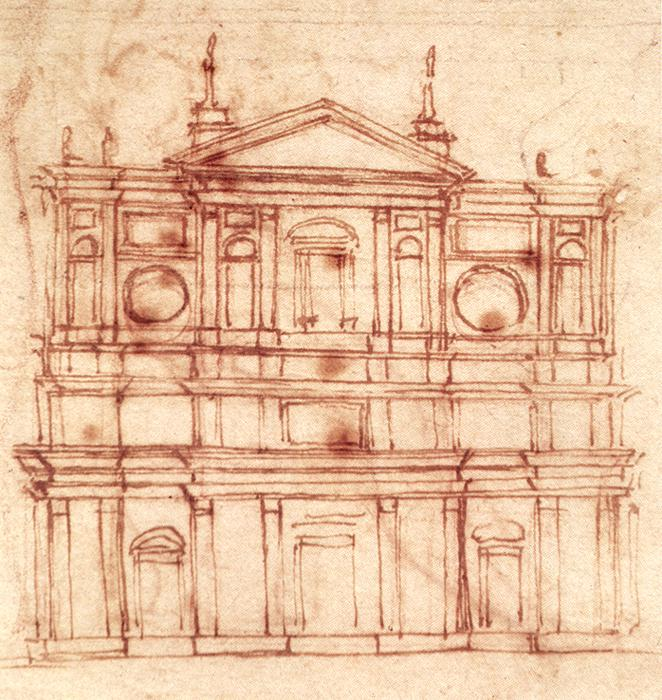
Набросок фасада для церкви Сан-Лоренцо во Флоренции

### Терракоты и штудии

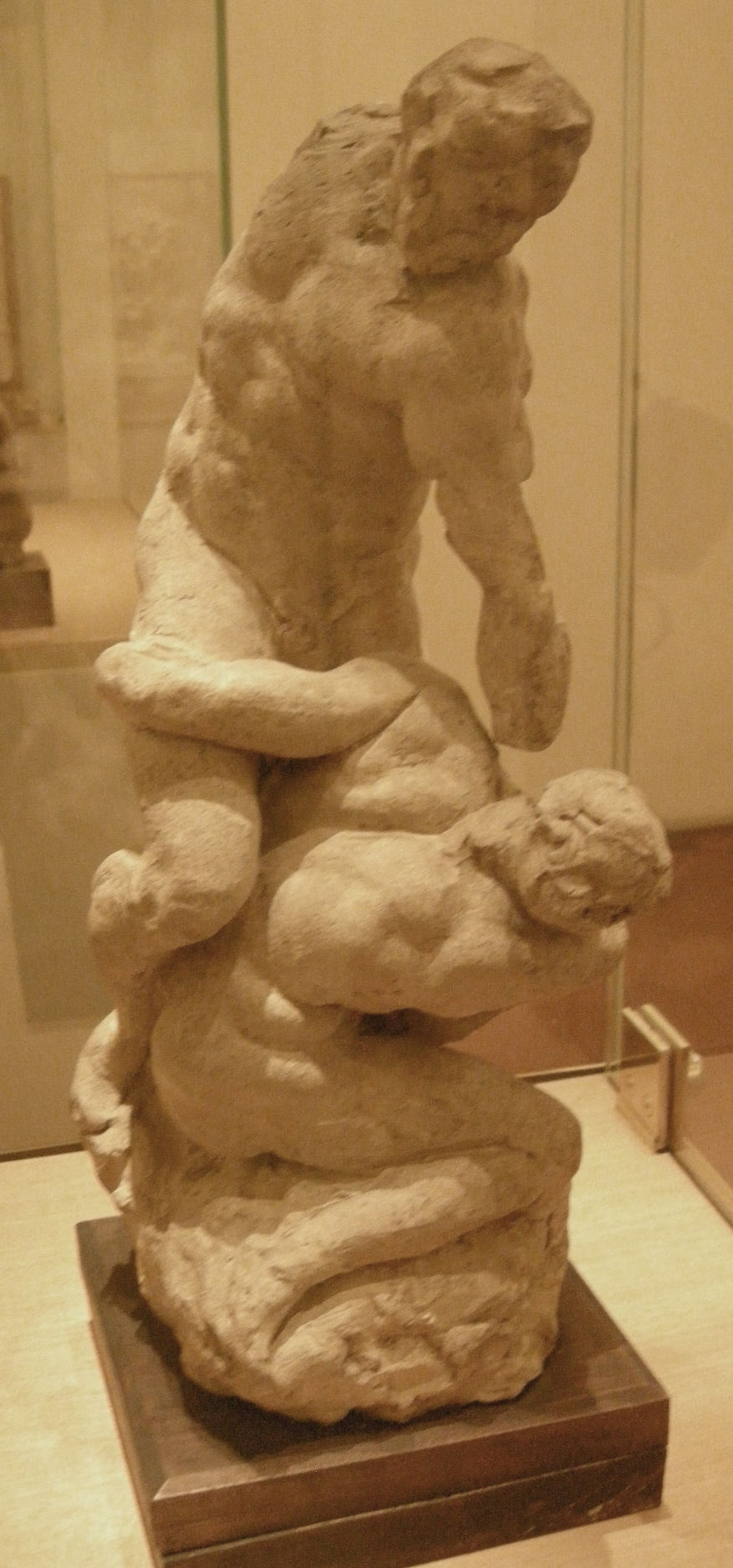
Штудия скульптурной группы
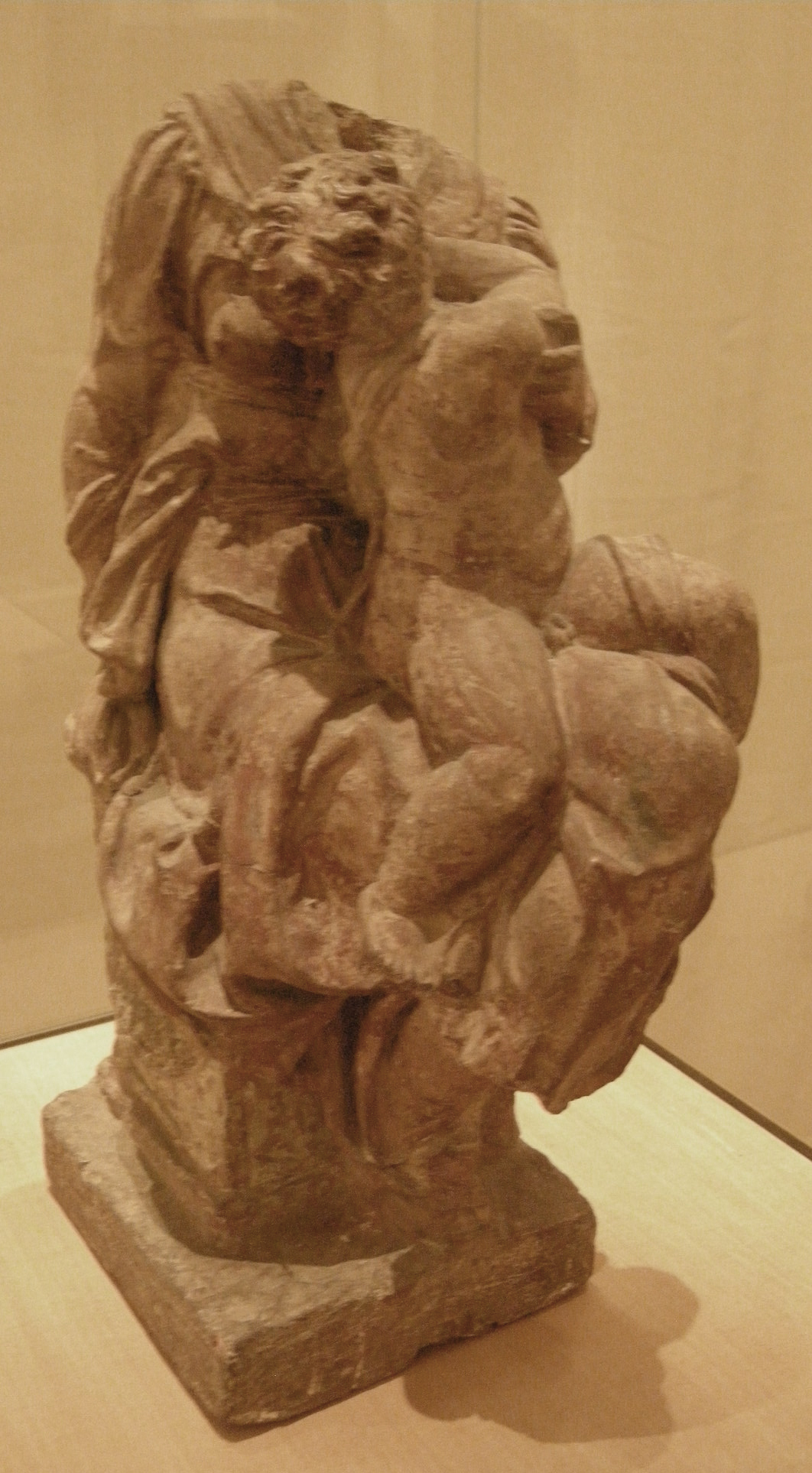
Винченцо Данти, по рисунку Микеланджело, терракота
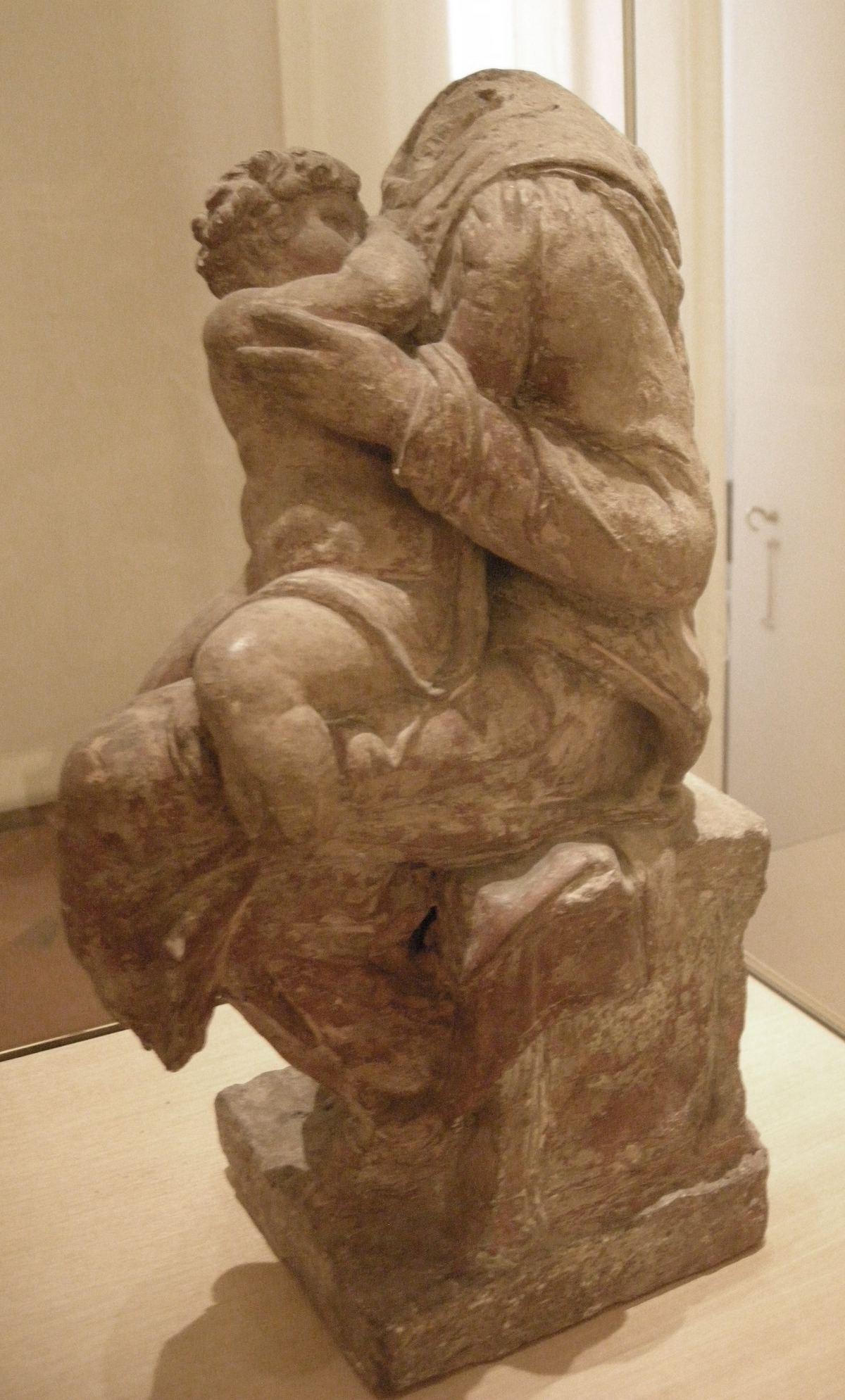
Винченцо Данти, по рисунку Микеланджело
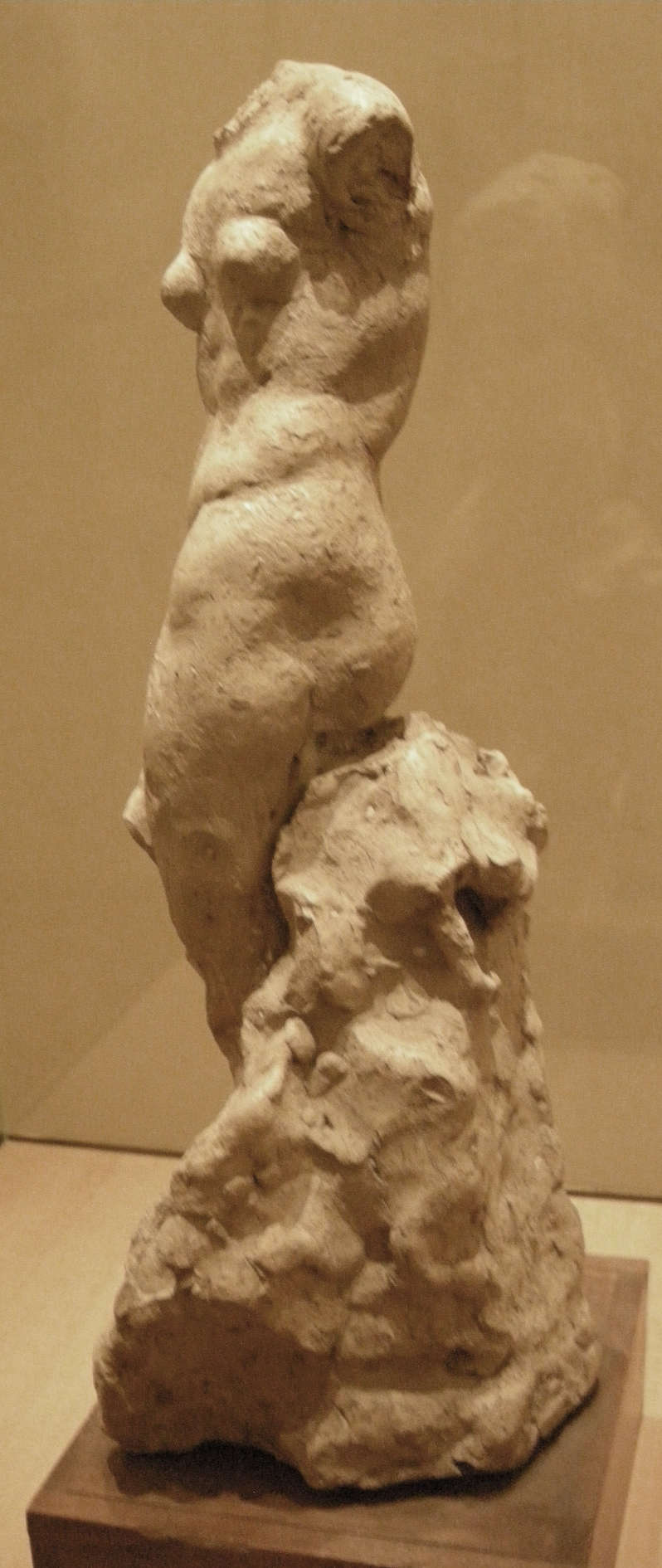
Штудия женского торса
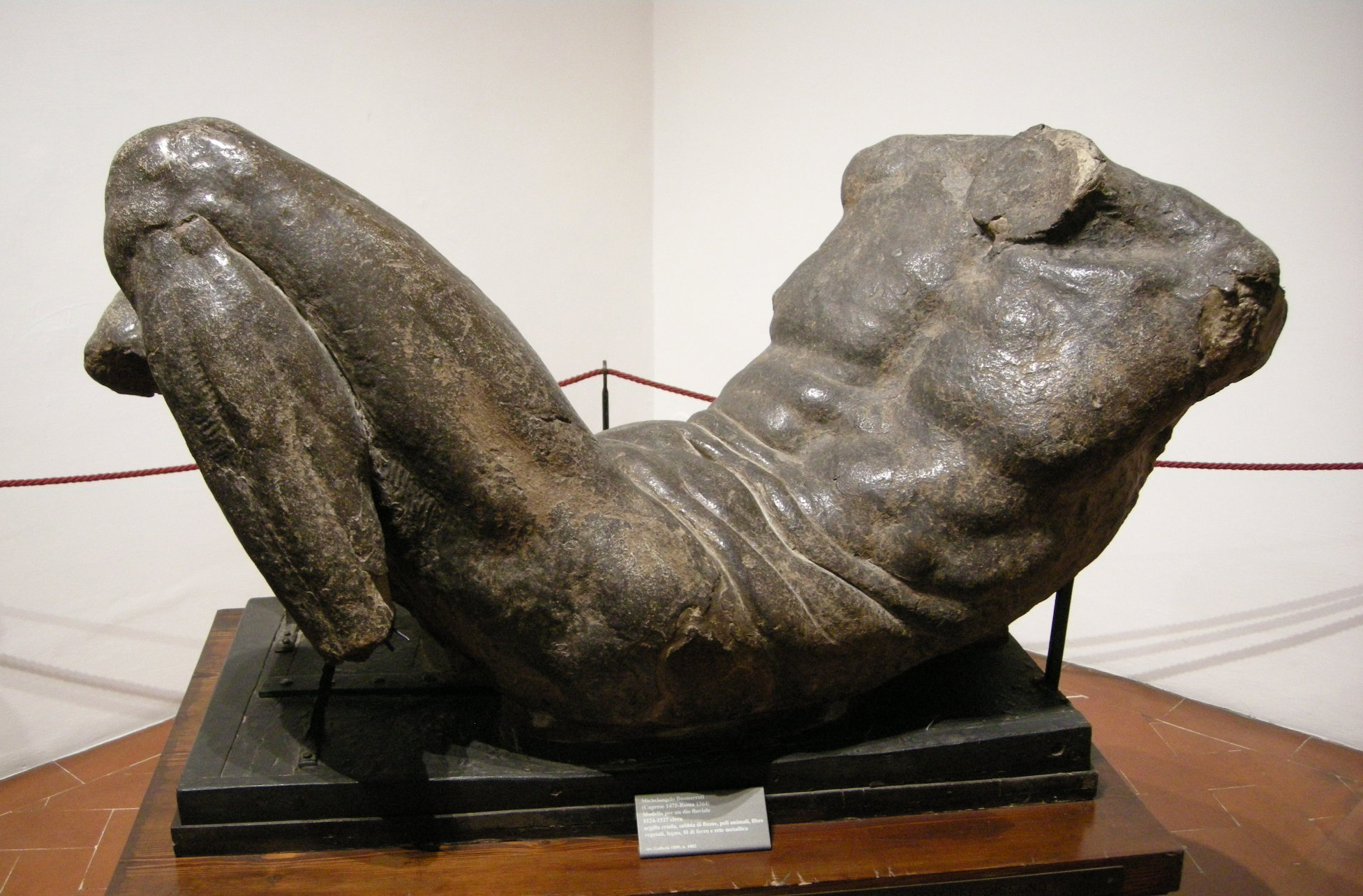
Штудия торса

### Прочие экспонаты

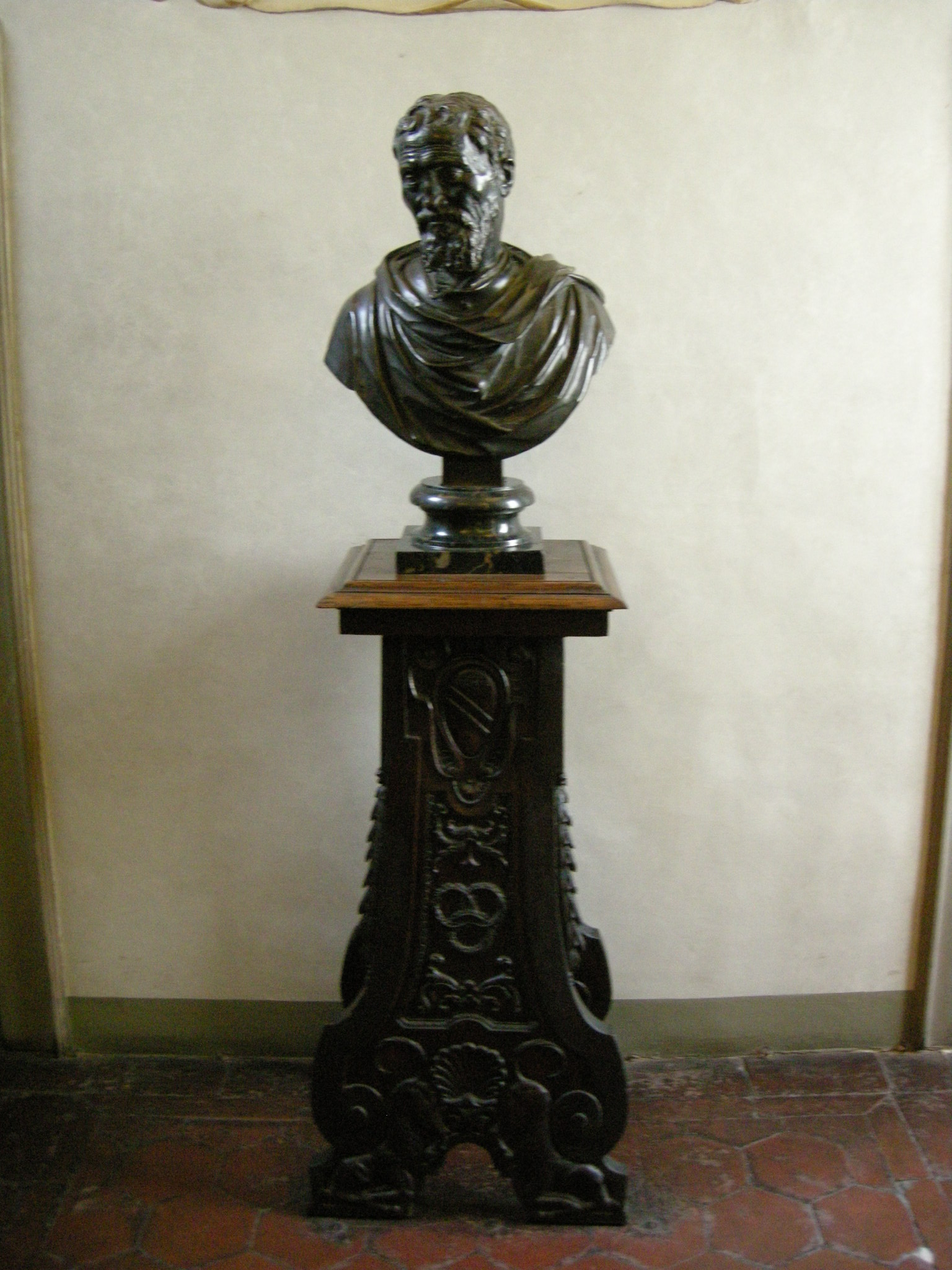
Даниэле да Вольтерра, бюст Микеланджело
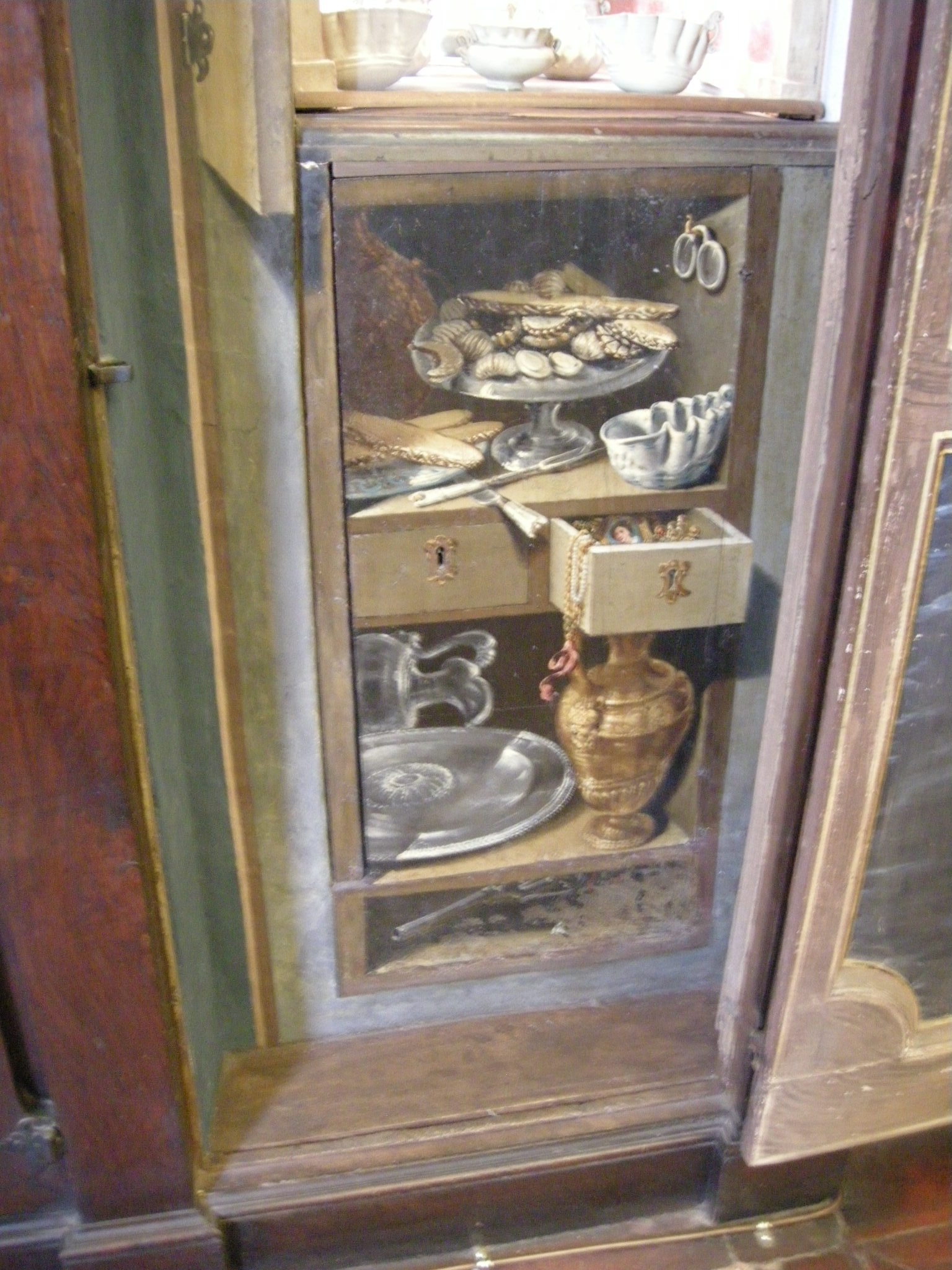
Натюрморт-обманка (дверца шкафа)
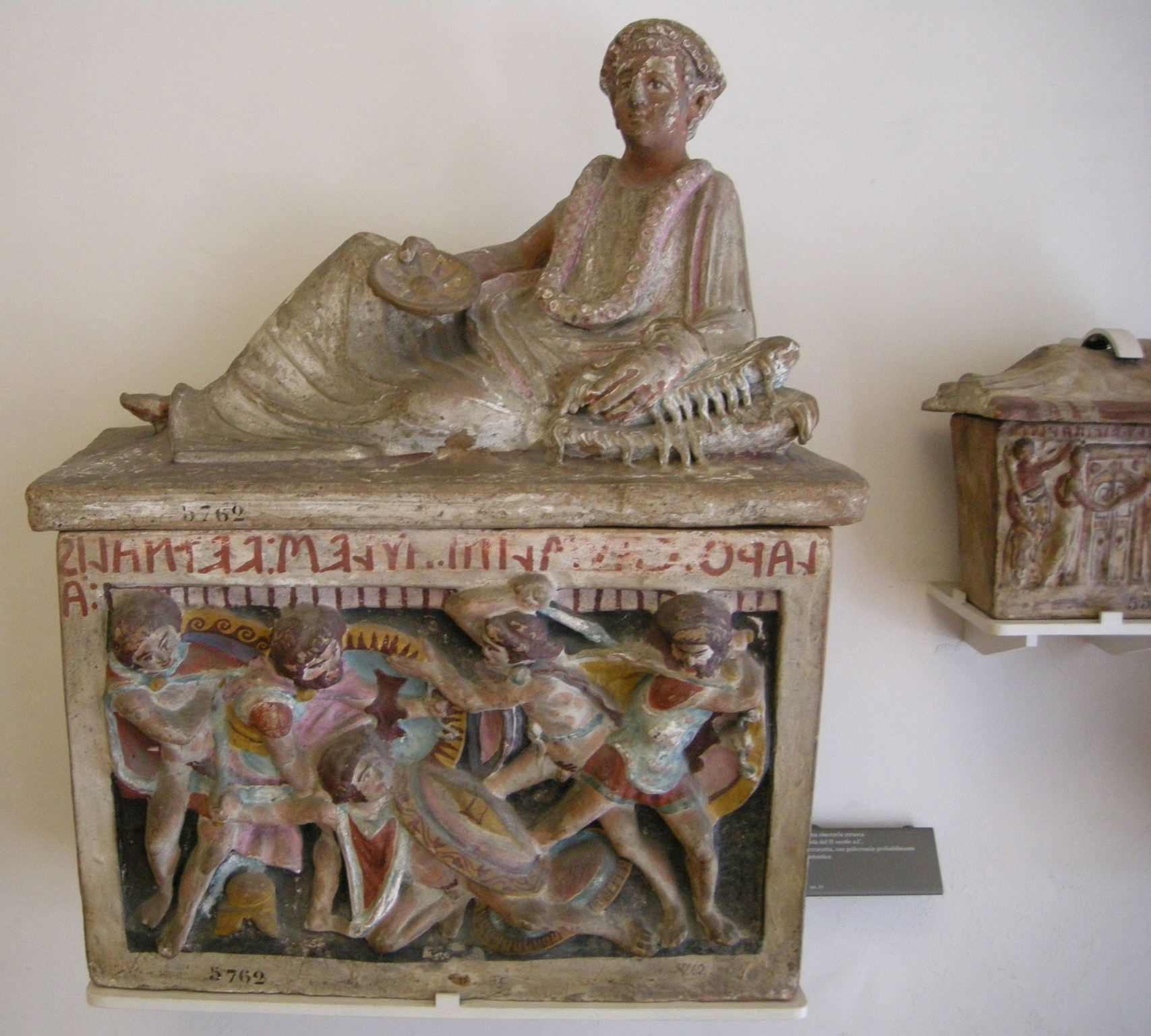
Похоронный ящик этрусков с мужской фигурой
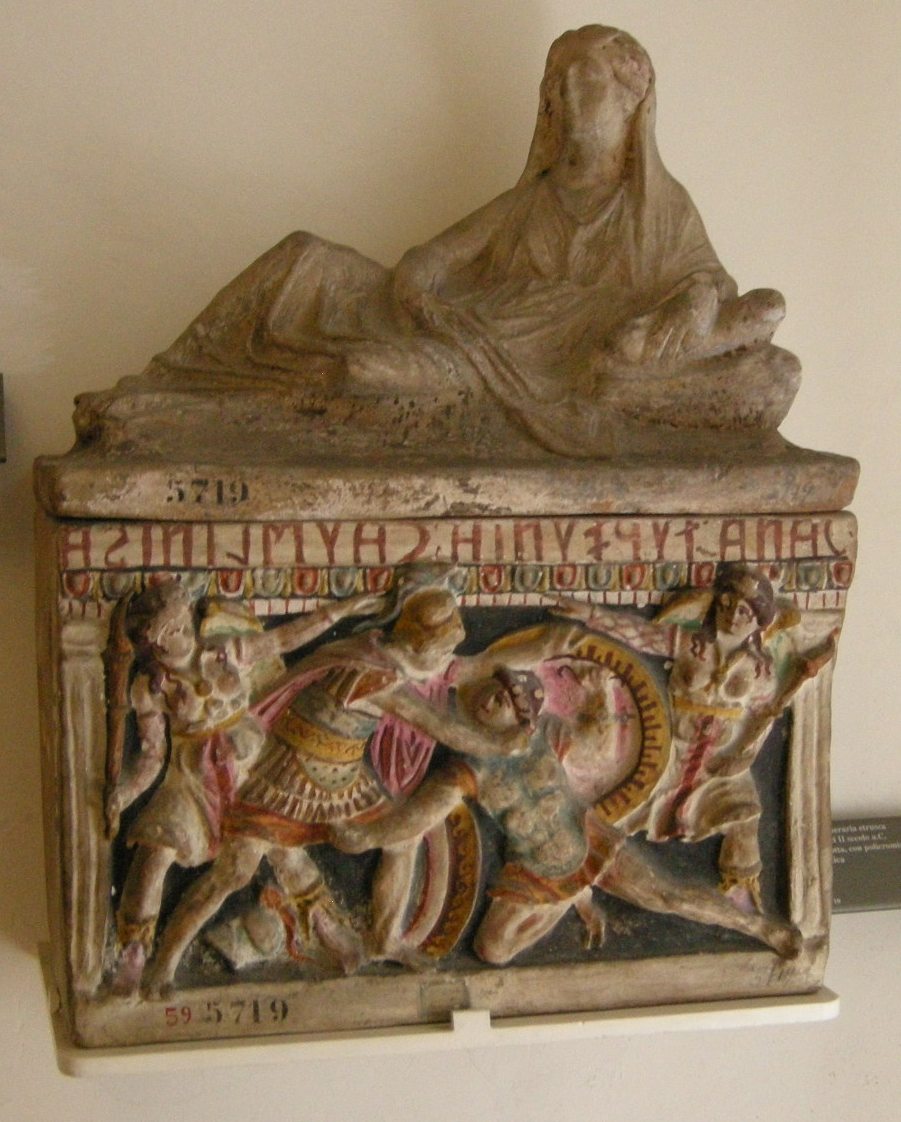
Похоронный ящик этрусков с женской фигурой